# 武田花
武田 花（たけだ はな、1951年10月31日 - 2024年4月30日）は、日本の写真家、エッセイスト。本名同じ。両親は作家の武田泰淳と随筆家の武田百合子。
東京都出身。主な被写体は、猫と時代から取り残されたような町並みで、写真はモノクロ写真である。

## 来歴・人物
小学校から高校までは立教女学院に通う。立教女学院中学・高校時代は寄宿舎生活であった。父・泰淳は子供を書斎に入れなかったため、小学生の頃、父親の職業が分からず、友達から作家だと教えてもらった。高校卒業後、父にカメラ（ペンタックスSV）を買ってもらったことがきっかけで、写真学校に入学するが、すぐに退学した。翌年、東洋大学に進学する。
アルバイト経験が豊富で、出版社や弁当屋、病院、鰻屋、喫茶店、水商売の勤務経験がある。
大学卒業後、アルバイトをしながら野良猫の写真を撮り続け、1980年に初の写真集『猫町横丁』を刊行する。1986年、35歳での初めての写真展「猫のいた場所」を開催、翌1987年に刊行した写真集『猫・陽あたる場所』により広く知られるようになる。1990年には、『眠そうな町』で第15回木村伊兵衛賞を受賞。一方でフォト・エッセイも刊行するようになる。
母の作品『富士日記』の舞台となった、富士山麓の別荘「武田山荘」を譲り受け、山荘の一部を暗室に利用するなどしていたが、2006年に建物の老朽化により取り壊した。
また、母の残した資料類（原稿や日記帳、ノートなど）は「死後、焼いてくれ」という遺言に従い処分したが、2005年に、父の残した大量の資料を日本近代文学館に寄贈した。その中には、中国への従軍時の日記もあり、泰淳が殺人行為を犯したことも記入されていた。
2024年4月30日、甲状腺疾患のため東京都内の病院で死去。72歳没。

## 著書

### 写真集
- 『猫町横丁 駄猫・雑猫グラフィティー』（イザラ書房 1980年4月）
- 『猫のいた場所』（出帆新社 1982年5月）
- 『猫・陽あたる場所』（現代書館 1987年10月）
- 『眠そうな町』（アイピーシー 1990年3月）
- 『猫 TOKYO WILD CATS』（中央公論社 1996年4月）
- 『SEASIDE BOUND』（中央公論新社 2001年7月）
- 『猫・大通り』（現代書館 2007年6月）

### フォトエッセイ
- 『煙突やニワトリ』（筑摩書房 1992年6月）
- 『カラスも猫も』（筑摩書房 1995年4月）
- 『嬉しい街かど』（文藝春秋 1997年7月）
- 『One day そして、陽は落ちる』（日本放送出版協会 1997年11月）
- 『季節にしっぽ』（角川春樹事務所 1998年5月）
- 『仏壇におはぎ』（角川春樹事務所 2004年6月）
- 『イカ干しは日向の匂い』（角川春樹事務所 2008年5月）
- 『写文集 猫と花』（講談社+α文庫 2009年10月）
- 『犬の足あと猫のひげ』（中公文庫 2010年2月） - 既存の著書からの編集本
- 『猫光線』（中央公論新社 2016年3月）
- 『猫のお化けは怖くない』（平凡社 2016年10月）
- 『ポップス大作戦』文藝春秋, 2020.6

### 写真掲載
- 武田百合子『遊覧日記』作品社 1987年4月
- 川本三郎『私の東京町歩き』筑摩書房 1990年3月
- 川本三郎『東京万華鏡』筑摩書房 1992年6月
- 梅津ふみ子『風の猫』毎日新聞社 1996年5月 - 武田花・深瀬昌久ほか写真
- 橋口幸子『いちべついらい 田村和子さんのこと』夏葉社、2015年5月

### 編集担当
- 武田百合子『あの頃 - 単行本未収録エッセイ集』中央公論新社 2017年3月

### その他
- 「巻頭表現 昼下がり 」 - 『文學界』2020年8月号（文藝春秋）掲載